# Acrossocheilus hemispinus
Acrossocheilus hemispinus är en fiskart som först beskrevs av Nichols 1925.  Acrossocheilus hemispinus ingår i släktet Acrossocheilus och familjen karpfiskar. IUCN kategoriserar arten globalt som livskraftig. Inga underarter finns listade i Catalogue of Life.